# Battaglia di Çamurlu
La battaglia di Çamurlu fu combattuta il 5 luglio 1413 tra Musa Çelebi e Mehmet Çelebi, entrambi figli di Bayezid I, come ultimo conflitto della guerra civile ottomana nota come Interregno ottomano. La battaglia decise quale figlio di Bayezid avrebbe finalmente riunito l'Impero ottomano, con Mehmet Çelebi che divenne Mehmet I dell'Impero ottomano.

## L'invasione di Mehmet e la battaglia finale
Dopo aver soppresso la rivolta di Cüneyt Bey, Mehmet Çelebi radunò le sue truppe ad Ankara. Con suo suocero dulqadiride, iniziò a pianificare un'invasione della Rumelia (la parte europea dell'impero e roccaforte di Musa) per sconfiggere suo fratello Musa. Durante la sua marcia verso Bursa, Mehmet ottenne contingenti di truppe dall'Anatolia occidentale. Dopo aver raggiunto lo stretto, l'esercito di Mehmet ricevette il passaggio da navi prestate da Manuele II Paleologo, che fornì anche alcune truppe.
Mehmet fece marciare il suo esercito da Costantinopoli a Edirne. Marciò poi sul Kosovo per unire le forze con il suo alleato (e anche mezzo zio) sovrano serbo Stefan Lazarević, oltre a ricevere informazioni da Ewrenos riguardo a possibili defezioni durante la battaglia.
Entrambi gli eserciti si incontrarono a Çamurlu, vicino l'odierna Samokov, a sud-est di Sofia, in Bulgaria. Inizialmente, Musa sembrò vincere la battaglia nonostante la defezione di Pasha Yigit e Sinan Bey di Trikkala. Tuttavia, le sorti della battaglia volsero a favore di Mehmet, con l'aiuto delle truppe serbe e bizantine, e Musa Çelebi fuggì. 

## Eventi successivi
Dopo la battaglia, Musa Çelebi fu catturato e strangolato.  Questa battaglia ristabilì l'unità dello stato ottomano, sotto il controllo di Mehmet I. 